# Drag Race España (seconda edizione)
La seconda edizione di Drag Race España è andata onda in Spagna dal 27 maggio al 5 giugno 2022 sulla piattaforma streaming ATRESplayer.
Il 20 febbraio 2022 vengono annunciate le dodici concorrenti, provenienti da diverse parti della Spagna, in competizione per ottenere il titolo di España's Next Drag Superstar.
Sharonne, vincitrice dell'edizione, ha guadagnato come premio 30000 €, una fornitura di cosmetici della Krash Kosmetics e una corona di Aster Lab Jewels.
Drag Sethlas, Juriji der Klee, Onyx e Samantha Ballentines prenderanno parte alla prima edizione di Drag Race España All Stars.

## Concorrenti
Le dodici concorrenti che prendono parte al reality show sono:
| Concorrente          | Vero nome                      | Età | Città                            | Posizionamento |
| -------------------- | ------------------------------ | --- | -------------------------------- | -------------- |
| Sharonne             | Cristóbal Garrido              | 45  | Barcellona – Catalogna           | Vincitrice     |
| Estrella Xtravaganza | Fernando Carretero Vega        | 25  | Cadice – Andalusia               | Finaliste      |
| Venedita Von Däsh    | Borja Lisón Guerrero           | 30  | Alicante – Comunità Valenciana   | Finaliste      |
| Marina               | Joan López                     | 34  | Barcellona – Catalogna           | 4º posto       |
| Juriji der Klee      | Julia Carmen Rivet Jiménez     | 31  | Bruxelles – Belgio               | 5º posto       |
| Drag Sethlas         | Borja Casillas Toledo          | 30  | Las Palmas – Isole Canarie       | 6º posto       |
| Diamante Merybrown   | Jhemeler Castillo              | 25  | Santiago – Repubblica Dominicana | 7º posto       |
| Onyx                 | Pablo García de Durango        | 33  | Madrid – Madrid                  | 8º posto       |
| Jota Carajota        | Juan José Torres               | 18  | Jerez de la Frontera – Andalusia | 9º posto       |
| Samantha Ballentines | Francisco José Sánchez Jiménez | 35  | Cadice – Andalusia               | 10º posto      |
| Ariel Rec            | Rubén Carrascosa               | 33  | Madrid – Madrid                  | 11º posto      |
| Marisa Prisa         | Javier Eijo Perales            | 28  | Lugo – Galizia                   | 12º posto      |

## Tabella eliminazioni
| Ordine | Episodi  | Episodi  | Episodi  | Episodi  | Episodi  | Episodi  | Episodi  | Episodi  | Episodi  | Episodi              |
| Ordine | 1        | 2        | 3        | 4        | 5        | 6        | 7        | 8        | 9        | 11                   |
| ------ | -------- | -------- | -------- | -------- | -------- | -------- | -------- | -------- | -------- | -------------------- |
| 1      | Onyx     | Sharonne | Venedita | Estrella | Sharonne | Sethlas  | Estrella | Marina   | Venedita | Sharonne             |
| 2      | Marina   | Diamante | Estrella | Marina   | Juriji   | Juriji   | Sharonne | Sharonne | Sharonne | Estrella Xtravaganza |
| 3      | Sharonne | Sethlas  | Sharonne | Sharonne | Venedita | Venedita | Juriji   | Estrella | Estrella | Venedita Von Däsh    |
| 4      | Diamante | Jota     | Sethlas  | Sethlas  | Estrella | Sharonne | Venedita | Venedita | Marina   | Marina               |
| 5      | Juriji   | Juriji   | Juriji   | Venedita | Marina   | Marina   | Marina   | Juriji   |          |                      |
| 6      | Venedita | Venedita | Marina   | Diamante | Sethlas  | Estrella | Sethlas  |          |          |                      |
| 7      | Ariel    | Marina   | Onyx     | Onyx     | Diamante | Diamante |          |          |          |                      |
| 8      | Sethlas  | Estrella | Diamante | Juriji   | Onyx     |          |          |          |          |                      |
| 9      | Estrella | Onyx     | Jota     | Jota     |          |          |          |          |          |                      |
| 10     | Jota     | Samantha | Samantha |          |          |          |          |          |          |                      |
| 11     | Samantha | Ariel    |          |          |          |          |          |          |          |                      |
| 12     | Marisa   |          |          |          |          |          |          |          |          |                      |

Legenda:
     La concorrente ha vinto la gara
     La concorrente è arrivata in finale ma non ha vinto la gara
     La concorrente è arrivata in finale, ma è stata eliminata
     La concorrente ha vinto la puntata
     La concorrente figura tra le prime ma non ha vinto la puntata
     La concorrente è salva e accede alla puntata successiva (l'ordine di chiamata è casuale)
     La concorrente figura tra le ultime ma non è a rischio eliminazione
     La concorrente figura tra le ultime due ed è a rischio eliminazione
     La concorrente è stata eliminata

## Giudici
- Supremme de Luxe
- Ana Locking
- Javier Ambrossi
- Javier Calvo

### Giudici ospiti
- Gloria Trevi
- La Zowi
- Eduardo Casanova
- La Prohibida
- María León
- Choriza May
- Ruth Lorenzo
- Anabel Alonso
- Alexis Mateo

## Special Guest
- Mista
- The Macarena
- Drag Vulcano
- Inti
- Arantxa Castilla La Mancha
- Hugáceo Crujiente
- Dovima Nurmi
- Pupi Poisson
- Sagittaria
- Killer Queen
- Carmen Farala
- Carlos Marco
- Carmelo Segura
- Eva Hache
- Jedet
- Karina
- Manila Luzon
- Pedro Almodóvar
- Samantha Hudson
- Yara Sofia

## Riassunto episodi

### Episodio 1 –La Nueva Promoción
Il primo episodio della seconda edizione spagnola si apre con le concorrenti che entrano nell'atelier. La prima a entrare è Samantha Ballentines, l'ultima è Sharonne. Supremme de Luxe fa il suo ingresso annunciando l'inizio di una nuova edizione e dando il benvenuto alle concorrenti.
- La mini sfida: le concorrenti devono posare per un servizio fotografico con una scenografia a tema La maja desnuda, dove devono realizzare un body vedo-non-vedo per poi posare come l'omonimo quadro di Francisco Goya. La vincitrice della mini sfida è Estrella Xtravaganza.
- La sfida principale: le concorrenti devono presentare due outfit da sfoggiare sulla passerella. Il primo outfit deve essere ispirato da un'icona oppure una celebrità della loro città d'origine, mentre per il secondo devono indossare un look ispirato ad un oggetto simbolo della propria città.

| Concorrente          | Icona                   | Simbolo                           |
| -------------------- | ----------------------- | --------------------------------- |
| Ariel Rec            | Alaska                  | Atlético Madrid                   |
| Ariel Rec            | Alaska                  | Fontana di Nettuno                |
| Diamante Merybrown   | Agostina d'Aragona      | Baseball                          |
| Drag Sethlas         | Lolita Pluma            | Stemma di Las Palmas              |
| Estrella Xtravaganza | Mónica del Raval        | Bandiera dell'Andalusia           |
| Jota Carajota        | Rocío Jurado            | Fiesta de la Vendimia             |
| Jota Carajota        | Rocío Jurado            | Feria de Jerez                    |
| Juriji der Klee      | Agatha Ruiz de la Prada | Cozza                             |
| Marina               | Jose Ocaña              | Eixample                          |
| Marisa Prisa         | Marta Sánchez           | Cammino di Santiago di Compostela |
| Onyx                 | Isabella II di Spagna   | Fontana dell'Angelo Caduto        |
| Samantha Ballentines | Miss Mara               | Murice spinoso                    |
| Sharonne             | Montserrat Caballé      | Borghesia catalana                |
| Venedita Von Däsh    | Dama di Elche           | Calzature valenciane              |
| Venedita Von Däsh    | Dama di Elche           | Palmeto di Elche                  |

Giudice ospite della puntata è Gloria Trevi. Supremme de Luxe dichiara Diamante, Juriji, Venedita, Ariel, Sethlas ed Estrella salve e lascia le altre concorrenti sul palco per le critiche. Samantha Ballentines e Marisa Prisa sono le peggiori, mentre Onyx è la migliore della puntata.
- L'eliminazione: Samantha Ballentines e Marisa Prisa vengono chiamate ad esibirsi con la canzone Todos me miran di Gloria Trevi. Samantha Ballentines si salva, mentre Marisa Prisa viene eliminata dalla competizione.

### Episodio 2 –Supremme Eleganza Talent Extravaganza
Il secondo episodio si apre con le concorrenti che rientrano nell'atelier dopo l'eliminazione di Marisa, con Samantha grata di avere ancora una possibilità per dimostrare le sue qualità ai giudici. Intanto le concorrenti si complimentano con Onyx per la prima vittoria dell'edizione.
- La mini sfida: le concorrenti devono "leggersi" a vicenda, ovvero dire qualcosa di cattivo ma facendolo in modo scherzoso. La vincitrice della mini sfida è Sharonne.
- La sfida principale: le concorrenti prendono parte a una gara di talenti, esibendosi davanti ai giudici e alle concorrenti della prima edizione. Le concorrenti decidono di esibirsi nelle seguenti categorie:

| Concorrente          | Talento dell'esibizione |
| -------------------- | ----------------------- |
| Drag Sethlas         | Lip Sync                |
| Jota Carajota        | Canto                   |
| Ariel Rec            | Lip Sync                |
| Juriji der Klee      | Canto lirico            |
| Samantha Ballentines | Pittura                 |
| Venedita Von Däsh    | Burlesque               |
| Onyx                 | Lip Sync                |
| Marina               | Lip Sync e ballo        |
| Estrella Xtravaganza | Lip Sync e burlesque    |
| Sharonne             | Canto e ventriloquismo  |
| Diamante Merybrown   | Lip Sync                |

Giudice ospite della puntata è La Zowi. Il tema della sfilata è El Día de la Bestia, dove le concorrenti devono sfoggiare un abito con fattezze mostruose. Supremme de Luxe dichiara Jota, Juriji, Venedita, Marina ed Estrella salve e lascia le altre concorrenti sul palco per le critiche. Ariel Rec e Samantha Ballentines sono le peggiori, mentre Sharonne è la migliore della puntata.
- L'eliminazione: Ariel Rec e Samantha Ballentines vengono chiamate ad esibirsi con la canzone Yo quiero bailar di Sonia y Selena. Samantha Ballentines si salva, mentre Ariel Rec viene eliminata dalla competizione.

### Episodio 3 –El Diario de Putricia
Il terzo episodio si apre con le concorrenti che rientrano nell'atelier dopo l'eliminazione di Ariel, con Samantha disposta a tutto di dimostrare ai giudici il suo talento. Intanto Diamante afferma che, secondo lei, Samantha doveva essere eliminata al posto di Ariel.
- La mini sfida: le concorrenti prendono parte al gioco El Gran Juego de la Loca, con l'obbiettivo di indovinare più proverbi possibili. Le vincitrici della mini sfida sono Diamante Merybrown e Onyx.
- La sfida principale: le concorrenti devono presentare un programma rotocalco in diretta dal titolo El Diario de Putricia, parodia del programma El Diario del Patricia. Avendo vinto la mini sfida, Diamante e Onyx hanno possibilità di assegnare i vari ruoli da interpretare nei vari segmenti per la sfida. Il primo gruppo è composto da Diamante, Estrella e Sharonne che prendono parte nel segmento ¿Con o Sin Cebolla?, il secondo gruppo è composto da Sethlas, Marina, Venedita e Jota con Prueba de Paternidrag ed, infine, l'ultimo gruppo comprende Samantha, Juriji e Onyx con il segmento OnlyFlans.

Giudice ospite della puntata è Eduardo Casanova. Il tema della sfilata è Mujeres Almodóvar, dove le concorrenti devono sfoggiare un abito ispirato da un personaggio cinematografico dell'omonimo regista. Supremme de Luxe dichiara Sethlas, Juriji, Marina e Onyx salve e lascia le altre concorrenti sul palco per le critiche. Samantha Ballentines e Jota Carajota sono le peggiori, mentre Venedita Von Däsh è la migliore della puntata.
- L'eliminazione: Samantha Ballentines e Jota Carajota vengono chiamate ad esibirsi con la canzone Un año de amor di Luz Casal. Jota Carajota si salva, mentre Samantha Ballentines viene eliminata dalla competizione.

### Episodio 4 –La Llamadrag
Il quarto episodio si apre con le concorrenti che rientrano nell'atelier dopo l'eliminazione di Samantha, dispiaciute per la sua eliminazione dal momento che trasmetteva sempre positività all'interno dell'atelier.
- La sfida principale: le concorrenti prendono parte a un musical ispirato a La Llamada, in cui ogni concorrente avrà il ruolo di un personaggio ispirato da uno proveniente dal musical spagnolo. Durante l'assegnazione dei copioni, avvenuta sotto la supervisione di Javier Calvo e Javier Ambrossi, molte concorrenti hanno delle preferenze sui vari ruoli da fare, come ad esempio Diamante e Sethlas per la parte di Susanal, ma alla fine Sethlas decide di cedere il ruolo sotto consiglio dei giudici. Una volta assegnati i ruoli, le concorrenti raggiungono lo studio di registrazione, dove Carlos Marco offre loro consigli e aiuto per la registrazione del pezzo. Successivamente le concorrenti incontrano il coreografo Carmelo Segura con il quale organizzano la coreografia per lo spettacolo. I personaggi interpretati dalle concorrenti sono stati:

| Concorrente          | Personaggio impersonato |
| -------------------- | ----------------------- |
| Diamante Merybrown   | Susanal                 |
| Drag Sethlas         | Autenticidad            |
| Estrella Xtravaganza | Milagritos              |
| Jota Carajota        | Carisma                 |
| Juriji der Klee      | Talento                 |
| Marina               | Mary Corn               |
| Onyx                 | Madre Fundadora         |
| Sharonne             | Sor Bernarda            |
| Venedita Von Däsh    | Carácter                |

Giudice ospite della puntata è La Prohibida. Il tema della sfilata è Dos Looks en Uno, dove le concorrenti devono sfoggiare due abiti in uno. Supremme de Luxe dichiara Sethlas, Venedita e Diamante salve e lascia le altre concorrenti sul palco per le critiche. Juriji der Klee e Jota Carajota sono le peggiori, mentre Estrella Xtravaganza è la migliore della puntata.
- L'eliminazione: Juriji der Klee e Jota Carajota vengono chiamate ad esibirsi con la canzone Baloncesto di La Prohibida. Juriji der Klee si salva, mentre Jota Carajota viene eliminata dalla competizione.

### Episodio 5 –Snatch Game
Il quinto episodio si apre con le concorrenti che rientrano nell'atelier dopo l'eliminazione di Jota, con Juriji disposta a tutto di dimostrare ai giudici il suo talento. Intanto Onyx è preoccupata per il suo percorso in costante discesa.
- La mini sfida: le concorrenti devono memorizzare e recitare delle poesie, mentre devono resistere a una tempesta generata da un ventilatore. La vincitrice della mini sfida è Onyx.
- La sfida principale: le concorrenti prendono parte alla sfida più attesa in ogni edizione dello show, lo Snatch Game. Jedet e Eva Hache sono le concorrenti del gioco. Le concorrenti dovranno scegliere una celebrità e impersonarla per l'intero gioco, con lo scopo di essere il più divertenti possibili. Supremme de Luxe ritorna nell'atelier per vedere quali personaggi sono stati scelti, inoltre, aiuta le concorrenti con vari consigli per dare il meglio nel gioco. Durante i preparativi della sfida, Onyx e Juriji vogliono fare lo stesso personaggio, Isabel della web serie Las vecinas de Valencia, ma alla fine dopo un confronto tra le due Onyx decide di cambiare personaggio. Le celebrità scelte dalle concorrenti sono state:

| Concorrente          | Celebrità impersonata |
| -------------------- | --------------------- |
| Diamante Merybrown   | RuPaul                |
| Drag Sethlas         | Carmen Lomana         |
| Estrella Xtravaganza | Paquita Salas         |
| Juriji der Klee      | Isabel                |
| Marina               | Antonia Dell'Atte     |
| Onyx                 | Giovanna di Castiglia |
| Sharonne             | Verónica Forqué       |
| Venedita Von Däsh    | Miguel Bosé           |

Giudice ospite della puntata è María León. Il tema della sfilata è Muñeca Española, dove le concorrenti devono sfoggiare un abito ispirato alle omonime bambole di porcellana. Supremme de Luxe dichiara Marina e Estrella salve e lascia le altre concorrenti sul palco per le critiche. Diamante Merybrown e Onyx sono le peggiori, mentre Sharonne è la migliore della puntata.
- L'eliminazione: Diamante Merybrown e Onyx vengono chiamate ad esibirsi con la canzone Arrasando di Thalía. Diamante Merybrown si salva, mentre Onyx viene eliminata dalla competizione.

### Episodio 6 –Ball Español, Siglos X, XX y XXX
Il sesto episodio si apre con le concorrenti che rientrano nell'atelier dopo l'eliminazione di Onyx, con Diamante dispiaciuta per aver eliminato una sua cara amica. Intanto le concorrenti si complimentano con Sharonne per la sua seconda vittoria.
- La sfida principale: le concorrenti partecipano al Ball Español, dove presenteranno tre look differenti; il terzo dovrà essere cucito e assemblato a mano. Le categorie sono:
  - Siglos X: un look del passato ispirato al X secolo;
  - Siglos XX: un look del presente ispirato al XX secolo;
  - Siglos XXX: un look futuristico realizzato in giornata con materiali riciclabili.

Giudice ospite della puntata è Choriza May. Supremme de Luxe dichiara Sharonne salva e lascia le altre concorrenti sul palco per le critiche. Estrella Xtravaganza e Diamante Merybrown sono le peggiori, mentre Drag Sethlas è la migliore della puntata.
- L'eliminazione: Estrella Xtravaganza e Diamante Merybrown vengono chiamate ad esibirsi con la canzone Se nos rompió el amor di Rocío Jurado. Estrella Xtravaganza si salva, mentre Diamante Merybrown viene eliminata dalla competizione.

### Episodio 7 –¡Vente a España!
Il settimo episodio si apre con le concorrenti che rientrano nell'atelier dopo l'eliminazione di Diamante, con Sethlas al settimo cielo per la sua prima vittoria.
- La mini sfida: le concorrenti, vestite da lottatrici di sumo, prendono parte ad un torneo di sumo. La vincitrice della mini sfida è Estrella Xtravaganza.
- La sfida principale: le concorrenti, divise in coppie, devono ideare, realizzare e produrre uno spot commerciale per promuovere la cultura spagnole alle drag queen provenienti da tutto il mondo. Avendo vinto la mini sfida Estrella ha la possibilità di formare le coppie per la sfida. La prima coppia è composta da Estrella e Sharonne, la seconda da Juriji e Venedita, mentre l'ultima è composta da Marina e Sethlas. Successivamente le concorrenti raggiungono Supremme de Luxe che aiuta a produrre gli spot nel ruolo di regista. Durante la registrazione degli spot, Marina e Sethlas hanno avuto dei problemi con l'organizzazione della scenografia, mentre Estrella e Sharonne hanno ricevuto complimenti per la loro creatività e per il loro fare comico.

Giudice ospite della puntata è Ruth Lorenzo. Il tema della sfilata è Las Noches de las Mil Raffaelas, dove le concorrenti devono sfoggiare un abito che rispecchi un look iconico di Raffaella Carrà. Durante i giudizi viene chiesto alle concorrenti, chi secondo loro merita di essere eliminata. Dopo la sfilata e le critiche dei giudici, Supremme de Luxe dichiara Marina e Drag Sethlas le peggiori, mentre Estrella Xtravaganza e Sharonne sono le migliori della puntata.
- L'eliminazione: Marina e Drag Sethlas vengono chiamate ad esibirsi con la canzone Qué dolor di Raffaella Carrà. Marina si salva, mentre Drag Sethlas viene eliminata dalla competizione.

### Episodio 8 –Drags de la Comedia
L'ottavo episodio si apre con le concorrenti che rientrano nell'atelier dopo l'eliminazione di Sethlas, con Marina triste per aver eliminato una sua amica. Intanto molte concorrenti iniziano a non sopportare più gli atteggiamenti di superbia di Juriji.
- La mini sfida: le concorrenti devono pescare a sorte un pupazzo che rappresenti una delle altri concorrenti, metterlo in drag e fare un siparietto comico imitando l'altra concorrente. La vincitrice della mini sfida è Sharonne.
- La sfida principale: le concorrenti prendono parte al Drags de la Comedia, dove devono prendere in giro in maniera scherzosa i giudici e le cinque finaliste della prima edizione, ovvero Dovima Nurmi, Pupi Poisson, Sagittaria, Killer Queen e Carmen Farala. Avendo vinto la mini sfida, Sharonne decide l'ordine di esibizione che è: Marina, Sharonne, Estrella, Venedita ed, infine, Juriji.

Giudice ospite della puntata è Anabel Alonso. Il tema della sfilata è Heroínas de España, dove le concorrenti devono sfoggiare un abito da superoina ispirato dalla cultura spagnola. Dopo la sfilata e le critiche dei giudici, Supremme de Luxe dichiara Juriji der Klee e Venedita Von Däsh le peggiori, mentre Marina è la migliore della puntata.
- L'eliminazione: Juriji der Klee e Venedita Von Däsh vengono chiamate ad esibirsi con la canzone Fuego di Eleni Foureira. Venedita Von Däsh si salva, mentre Juriji der Klee viene eliminata dalla competizione.

### Episodio 9 –Makeover de los Jubilados Gays
Il nono episodio si apre con le concorrenti che rientrano nell'atelier dopo l'eliminazione di Juriji, che si complimentano con Venedita per la fantastica esibizione. Intanto si discute si chi riuscirà ad accedere alla finale e su chi potrebbe essere eliminata.
- La mini sfida: le concorrenti devono cercare di indovinare quanti più oggetti possibili nascosti all'interno di varie urne. La vincitrice della mini sfida è Estrella Xtravaganza.
- La sfida principale: le concorrenti dovranno truccare e preparare alcuni uomini della fondazione LGBT+ 26 de Diciembre. Avendo vinto la mini sfida, Estrella può formare le coppie. Durante la preparazione, le concorrenti e i membri della fondazione si confrontano tra loro su diverse questioni, specialmente di come le persone LGBT+ devono costantemente dare il massimo per essere accettate nella società.

| Concorrente          | Membro della fondazione (Nome Reale) X | Membro della fondazione (Nome in Drag) Y |
| -------------------- | -------------------------------------- | ---------------------------------------- |
| Estrella Xtravaganza | Manuel De Teresa                       | Teresa Xtravaganza                       |
| Marina               | Federico Armenteros                    | Antonia                                  |
| Sharonne             | Petro Valverde                         | Sharinne                                 |
| Venedita Von Däsh    | Ino Aguado                             | Vinagreta Von Däsh                       |

Giudice ospite della puntata è Alexis Mateo. Il tema della sfilata è Por Parejas, dove le concorrenti ed i membri della fondazione devono sfoggiare due abiti in coppia che rappresentano la loro famiglia drag. Dopo la sfilata e le critiche dei giudici, Supremme de Luxe dichiara che Estrella Xtravaganza e Marina le peggiori, mentre Venedita Von Däsh è la migliore della puntata ed accede alla finale, Sharonne si salva ed accede alla finale.
- L'eliminazione: Estrella Xtravaganza e Marina vengono chiamate a esibirsi con la canzone El anillo di Jennifer Lopez. Dopo un'esibizione fantastica da parte di entrambe, Supremme de Luxe annuncia che sia Estrella sia Marina sono salve e che entrambe accederanno alla finale.

### Episodio 10 –El Reencuentro
In questo episodio tutte le concorrenti, si riuniscono insieme con Supremme de Luxe, per parlare della loro esperienza nello show: discutendo di quali siano stati i loro momenti migliori, delle sfide più difficili e delle scelte di stile effettuate dalle concorrenti durante lo show.
Inoltre viene eletta la Miss Simpatia dello show che, come accade nella versione statunitense, è stata scelta dalle concorrenti. A vincere il titolo è stata Samantha Ballentines.

### Episodio 11 –Llévame al Cielo - La Final
L'undicesimo ed ultimo episodio di quest'edizione si apre con le concorrenti che, dopo l'annuncio delle quattro finaliste, discutono nell'atelier su chi riuscirà a vincere l'edizione e su chi sarà proclamata la prossima Drag Superstar spagnola.
Per l'ultima prova, prima di incoronare la vincitrice, le concorrenti devono comporre una strofa, cantare ed esibirsi sulla canzone di Supremme de Luxe, Llévame al Cielo e, successivamente, dovranno prendere parte a un'intervista con Supremme.
Per la realizzazione della coreografia, le concorrenti raggiungono lo studio, dove il coreografo Carmelo Segura insegna i vari passi della coreografia. Nel frattempo a uno a uno le concorrenti prendono parte all'intervista con Supremme de Luxe che pone domande sulla loro esperienza in questa edizione di Drag Race España.
I giudici della puntata sono: Supremme de Luxe, Ana Locking, Javier Calvo e Javier Ambrossi. Il tema della sfilata è Mi Mejor Look Drag, dove le concorrenti dovranno sfilare con il loro vestito migliore.
Dopo le critiche, le finaliste tornano nell'atelier dove ad aspettarle ci sono tutte le concorrenti dell'edizione, con le quali discutono dell'esperienza vissuta nello show. Prima di comunicare il giudizio, tutte le concorrenti sfilano sulla passerella con il loro Mejor Look Drag per un'ultima volta. Dopo l'ultima sfilata, Supremme de Luxe comunica che le tre finaliste che accedono alla finalissima sono Estrella Xtravaganza, Sharonne e Venedita Von Däsh, mentre Marina viene eliminata dalla competizione. Estrella Xtravaganza, Sharonne e Venedita Von Däsh si esibiscono in playback sulla canzone Ni tú ni nadie di Alaska y Dinarama. Dopo l'esibizione, Supremme de Luxe dichiara Sharonne vincitrice della seconda edizione di Drag Race España.

### Episodio 12 –La Coronación
In questo episodio speciale, condotto dal presentatore spagnolo Jonathan Ruiz, le concorrenti si riuniscono per un'ultima volta per discutere su come il programma gli ha cambiato la vita e, per scoprire per la prima volta, il nome della vincitrice della seconda edizione di Drag Race España.